# Hanka Ordonówna
Hanka Ordonówna o Ordonka, nome d'arte di Maria Anna Pietruszyńska (Varsavia, 4 agosto 1902 – Beirut, 8 settembre 1950) è stata un'attrice, ballerina e cantante polacca.

## Biografia
Dopo aver studiato danza classica nella natia Varsavia, esordì sedicenne sulle scene del Teatro Sfinge, affermandosi come apprezzata cantante di cabaret durante le due guerre mondiali. Recitò anche in diversi film musicali polacchi. Continuò a esibirsi anche dopo il matrimonio con il conte Michał Tyszkiewicz nel 1931.
Nel 1939 fu arrestata dai nazisti e, dopo essere stata rilasciata, fuggì a Vilnius, dove fu nuovamente arrestata, questa volta dal NKVD. Fu imprigionata in gulag in Uzbekistan da cui sarebbe stata rilasciata nel 1941 in seguito all'accordo Sikorski-Mayski; dopo aver ritrovata la libertà, si dedicò all'assistenza degli orfani polacchi portati forzatamente in Russia.
Morì di tubercolosi a Beirut nel 1950 all'età di quarantasette anni.